# 전북 버팔로
전북 버팔로 FC(Chonbuk Buffalo Football Club)는 대한민국 전라북도 전주시에 있었던 축구 선수단이다. 제7전북프로축구단이 운영했던 프로 축구단이며, 1993년 1월에 창단되었고 1994년에 해단되었다. 전라북도를 연고로 하였으며, 전신은 1991년 11월에 완산 진도개라는 명칭으로 축구단 창단을 발표했던 전라스포츠클럽으로 1992년 2월 22일 완산 푸마 축구단으로 대한축구협회에 창단 신청서를 제출하였으나 프로위원회에서 일단 승인이 보류되었다가 1992년 7월 14일에 최종적으로 승인이 완료되었다.
그 후 1993년 1월 16일에 공식 창단식을 갖고 호남 연고 최초의 프로 축구단으로 출범하지만 1993 시즌에 참여하는 데에는 실패한다. 그 후 완산 제우 엑스터 (1993.11~1994.2), 전북 엑스터 (1994.2~1994.3) 등으로 구단 명칭이 바뀌는 우여곡절 끝에 1994년 2월 16일 완산 스포츠 클럽으로부터 분리, 독립한 후 제7전북프로축구단 법인 설립과 동시에 1994년 3월 18일, 전북 버팔로로 구단 명칭을 변경하였다.
그 후 1994년 3월 18일 구단 창단 및 리그 참가 승인을 받아 1994 시즌에 데뷔하였으나 우려되었던 재정난을 끝내 극복하지 못하고 1994년 11월 12일 일화 천마와의 원정 경기를 마지막으로 해체되었다. 그 후 현대자동차에 의해 전북 다이노스로 재창단되어 현재의 전북 현대 모터스로 이어지고 있으며 경기는 주로 전주시에서 열렸다.
한국프로축구연맹에서는 공식적으로 전북 버팔로를 해체한 구단으로 규정하며 모든 역사와 통계 기록들이 버팔로로 분리되어 있다. 이에 따라 전북 현대 모터스는 1994년 12월에 창단하여 1995년부터 리그에 참가한 구단으로 규정하고 있다.
한편, 전북에 하이트맥주 공장을 유치해 많은 수익을 올린 조선맥주가 해당 구단 인수를 추진했으나 이런저런 사정 때문에 무산됐다.

## 선수단
- GK: 김동훈, 성원종, 임학양

- DF: 김영진, 강원길, 노주섭, 성은준, 이승규, 장기정, 오유진, 이경춘

- MF: 이태형, 김경래, 정한호, 문영래, 이태훈, 유승관, 백송, 이주영

- FW: 주경철, 이종훈, 김용훈, 정민, 김성호, 김영섭

## 통계
| 부문       | 선수   | 기록 |
| ---------- | ------ | ---- |
| 득점       | 김경래 | 10   |
| 도움       | 주경철 | 9    |
| 공격포인트 | 김경래 | 13   |

## 정규 결과
| 시즌 | 리그           | 순위 | 경기 | 승 | 무 | 패 | 득 | 실 | 승점 |
| ---- | -------------- | ---- | ---- | -- | -- | -- | -- | -- | ---- |
| 1994 | K리그 정규리그 | 7    | 30   | 3  | 5  | 22 | 30 | 62 | 14   |
| 1994 | K리그컵        | 6    | 6    | 2  | 0  | 4  | 7  | 15 | -8   |
리그 10연패를 기록하여 2012년 상무의 리그 보이콧으로 인한 14연패를 제외하면 K리그 역사상 최다 연패 기록을 가지고 있다.

## 감독 연혁
- 1994년: 김기복

## 같이 보기
- 전북 현대 모터스